# Astronium fraxinifolium
Astronium fraxinifolium es un árbol nativo de la selva amazónica, el bosque atlántico, la caatinga y la ecorregión del Cerrado en Brasil. Los nombres comunes incluyen kingwood,, locustwood, tigerwood, y zebrawood. Se conoce en portugués como Gonçalo-alves. Esta planta es citada en Flora Brasiliensis por Carl Friedrich Philipp von Martius. Se usa su madera dura.[cita requerida]